# مارکوس دانیل
 مارکوس دانیل (انگلیسی: Marcos Daniel؛ زاده ۴ ژوئیهٔ ۱۹۷۸) یک تنیس‌باز اهل برزیل است.